# UCI-Straßenradsport-Weltcup der Männer
Der UCI-Straßenradsport-Weltcup der Männer (englisch UCI Men Road World Cup) war eine von 1989 bis 2004 vom Weltradsportverband UCI ausgetragene Serie der wichtigsten Eintagesrennen im Straßenradsport der Männer und galt neben der UCI-Weltrangliste als die wichtigste Jahreswertung im Straßenradsport der Männer. Bei jedem Rennen wurden Punkte an Fahrer und Teams vergeben, die in eine Gesamtwertung einflossen. Der ursprüngliche Zweck der Rennserie war die Etablierung des professionellen Straßenradsports der Männer in Ländern ohne große Traditionen oder wichtige Eintagesrennen sowie die Erreichung einer größeren medialen Aufmerksamkeit. Dies sollte vor allem durch die Verbindung von Radklassikern und neueren Rennen erreicht werden.
Vorgänger des Rad-Weltcups als Jahreswertung waren die Challenge Desgrange-Colombo (1948 bis 1958) und die Super-Prestige-Pernod-Wertung (1961 bis 1987). Ersetzt wurde der Rad-Weltcup von der UCI ab dem Jahr 2005 durch die UCI ProTour, in deren Rahmen neben allen bisherigen Weltcup-Rennen zusätzliche Eintagesrennen und verschiedene Etappenrennen ausgetragen wurden.

## Rennen
Im Laufe der Zeit waren verschiedene Eintagesrennen Bestandteil des Rad-Weltcups, die später wieder aus dem Programm gestrichen wurden; und die Anzahl der Rennen blieb nicht konstant. Seit der Saison 1997 bestand der Rad-Weltcup aus 10 Rennen und fand in drei zeitlichen Perioden mit fünf, drei und zwei Rennen statt, die Reihenfolge der einzelnen Rennen variierte dabei:
- im Frühjahr (von Mitte März bis Ende April):
  -  Mailand–Sanremo
  -  Flandern-Rundfahrt
  -  Paris–Roubaix
  -  Amstel Gold Race
  -  Lüttich–Bastogne–Lüttich
- im Spätsommer (von Anfang bis Ende August):
  -  HEW-Cyclassics bzw.  Rochester Classic (1997)
  -  Clásica San Sebastián
  -  Meisterschaft von Zürich
- im Herbst (von Anfang bis Mitte Oktober):
  -  Paris–Tours
  -  Lombardei-Rundfahrt

Automatisch bei allen Rennen des Rad-Weltcups startberechtigt waren alle GSI-Teams; ferner konnten die Rennveranstalter noch maximal drei zusätzliche Mannschaften der Kategorien GSII oder GSIII einladen.

## Punktevergabe

### Fahrerwertung
Die Gesamtwertung des Rad-Weltcups für Fahrer basierte auf unterschiedlichen Punktevergaben bei jedem einzelnen Rennen nach dem Zieleinlauf:
|          | Punkte  | Punkte  | Punkte |
| Position | ab 1997 | ab 1990 | 1989   |
| -------- | ------- | ------- | ------ |
| 1        | 100     | 50      | ?      |
| 2        | 70      | 35      | ?      |
| 3        | 50      | 25      | ?      |
| 4        | 40      | 20      | ?      |
| 5        | 36      | 18      | ?      |
| 6        | 32      | 16      | ?      |
| 7        | 28      | 14      | ?      |
| 8        | 24      | 12      | ?      |
| 9        | 20      | 10      | ?      |
| 10       | 16      | 8       | ?      |
| 11       | 15      | 6       | ?      |
| 12       | 14      | 5       | ?      |
| …        | …       | –       | ?      |
| 25       | 1       | –       | ?      |

Ab 1997 galt die Regel, dass ein Fahrer an mindestens 6 der 10 Rennen teilgenommen haben musste, um in der abschließenden Gesamtwertung gewertet zu werden.

### Teamwertung
Für die Teamwertung wurden bei jedem Rennen die drei bestplatzierten Fahrer einer Mannschaft nach dem Zieleinlauf gewertet und deren Positionen zu einem Gesamtwert addiert. Das Team mit dem niedrigsten Gesamtwert bekam 12 Punkte für die Teamwertung, das mit dem zweitniedrigsten 9, und danach erhielten die schlechter platzierten Teams jeweils einen Punkt weniger. Kamen weniger als drei Fahrer einer Mannschaft ins Ziel, so wurde dieses Team nicht gewertet.
Ab 1997 galt die Regel, dass ein Team an mindestens 8 der 10 Rennen teilgenommen haben musste, um in der abschließenden Gesamtwertung gewertet zu werden.

## Trikot
Nach jedem Rennen wurden für jeden Fahrer die gewonnenen Punkte zum aktuellen Stand hinzuaddiert. Dem jeweiligen führenden Fahrer der Gesamtwertung des Rad-Weltcups wurde dann ein spezielles Trikot überreicht. Er war dazu verpflichtet dieses Trikot in den weiteren Rennen des Rad-Weltcups so lange zu tragen wie er die Führung in der Gesamtwertung innehielt.

## Palmarès
| Jahr | Sieger (Fahrerwertung) | Punkte | Zweitplatzierter | Punkte | Drittplatzierter     | Punkte | Sieger (Teamwertung)  | Punkte |
| ---- | ---------------------- | ------ | ---------------- | ------ | -------------------- | ------ | --------------------- | ------ |
| 1989 | Sean Kelly             | 44     | Tony Rominger    | 32     | Rolf Sørensen        | 27     | PDM-Concorde          | 120    |
| 1990 | Gianni Bugno           | 133    | Rudy Dhaenens    | 99     | Sean Kelly           | 94     | PDM-Concorde          | 92     |
| 1991 | Maurizio Fondriest     | 132    | Laurent Jalabert | 121    | Rolf Sørensen        | 114    | Panasonic-Sportlife   | 107    |
| 1992 | Olaf Ludwig            | 144    | Tony Rominger    | 118    | Davide Cassani       | 108    | Panasonic-Sportlife   | 68     |
| 1993 | Maurizio Fondriest     | 287    | Johan Museeuw    | 142    | Maximilian Sciandri  | 114    | GB-MG Maglificio      | 75     |
| 1994 | Gianluca Bortolami     | 151    | Johan Museeuw    | 125    | Andreï Tchmil        | 115    | GB-MG Maglificio      | 89     |
| 1995 | Johan Museeuw          | 199    | Andreï Tchmil    | 114    | Mauro Gianetti       | 106    | Mapei-GB              | 98     |
| 1996 | Johan Museeuw          | 162    | Andrea Ferrigato | 126    | Michele Bartoli      | 124    | Mapei-GB              | 101    |
| 1997 | Michele Bartoli        | 280    | Rolf Sørensen    | 275    | Andrea Tafi          | 240    | La Française des Jeux | 82     |
| 1998 | Michele Bartoli        | 416    | Léon van Bon     | 190    | Andrea Tafi          | 166    | Mapei-Bricobi         | 76     |
| 1999 | Andreï Tchmil          | 299    | Michael Boogerd  | 238    | Frank Vandenbroucke  | 214    | Rabobank              | 94     |
| 2000 | Erik Zabel             | 347    | Andreï Tchmil    | 285    | Francesco Casagrande | 230    | Mapei-Quick Step      | 96     |
| 2001 | Erik Dekker            | 331    | Erik Zabel       | 250    | Romāns Vainšteins    | 229    | Rabobank              | 73     |
| 2002 | Paolo Bettini          | 279    | Johan Museeuw    | 270    | Michele Bartoli      | 242    | Mapei-Quick Step      | 71     |
| 2003 | Paolo Bettini          | 365    | Michael Boogerd  | 220    | Peter Van Petegem    | 220    | Saeco                 | 79     |
| 2004 | Paolo Bettini          | 340    | Davide Rebellin  | 327    | Óscar Freire         | 252    | T-Mobile Team         | 69     |

## Rekorde
- Meiste Siege in der Fahrerwertung:  Paolo Bettini (3)
- Meiste Siege in der Teamwertung:  Mapei (mit wechselnden Co-Sponsoren) (5)
- Meiste Siege bei Weltcup-Rennen:  Johan Museeuw (11)
- Meiste Siege bei Weltcup-Rennen in einer Saison:  Paolo Bettini (3 im Jahr 2003)
- Meiste Siege bei einem Weltcup-Rennen:  Erik Zabel (4 Siege bei  Mailand–Sanremo)